# Куоррингтон, Джоэл
Джоэл Эндрю Куоррингтон (англ. Joel Andrew Quarrington) — современный канадский контрабасист и музыкальный педагог. Лауреат Международного конкурса исполнителей в Женеве (1978) и премии «Джуно» за классический альбом года в исполнении солиста или камерного ансамбля (Garden Scene, 2010). Первый контрабас Торонтского симфонического оркестра и оркестра Национального центра искусств, основатель ансамбля «Амадеус», преподаватель Королевской музыкальной консерватории, Орфордского музыкального семинара, Торонтского и Оттавского университетов.

## Биография
Родился в 1955 году в Торонто. На контрабасе начал играть в 13 лет, исполняя фолк и блюграсс в любительском ансамбле вместе с двумя братьями (Тони и Пол — впоследствии профессиональные поп-музыканты). Учился по классу контрабаса в Торонтском университете у Питера Мэджетта и Томаса Монохана, окончил учёбу в 1975 году с отличием (так называемая Итонская выпускная стипендия). Продолжил обучение частным образом в Риме у Франко Петракки, а с 1977 года — в Венской академии музыки у
Ещё во время учёбы в университете стал солистом-контрабасистом в ансамбле «Камерные музыканты Торонто» (концертмейстер Виктор Мартин. В 1976 году завоевал первый приз в конкурсе CBC «Фестиваль талантов», а через два года — вторую премию на Международном конкурсе исполнителей в Женеве (первая премия по классу контрабаса в тот год не присуждалась). В 1979 году гастролировал под эгидой организации Youth and Music Canada. С того же года — первый контрабас Филармонического оркестра Гамильтона, занимал это место до 1991 года. В 1984 году стал сооснователем ансамбля «Амадеус».
В 1991 году сменил Томаса Монохана в должности первого контрабаса Торонтского симфонического оркестра, с 2006 года — первый контрабас оркестра Национального центра искусств (завершил сотрудничество с этим оркестром в 2021 году). Выступал также с рядом струнных квартетов и как солист. За время карьеры участвовал в премьерах ряда музыкальных произведений, включая «Сюиту для Джоэла» Дейва Янга (1985), Orpheus' Garden Родни Шармана (1987), «Вариации на тему Папагено» Милтона Барнса (1988), Interplay Джона Берджа, Quartet '89 Дона Томпсона (1990), Концерт для контрабаса Реймонда Людеке (1996), Концерт для контрабаса Джона Харбисона (2006) и Камерный концерт Питера Пола Копровского (2016).
С 1983 года преподавал в Королевской музыкальной консерватории (Торонто), с 1993 года — в Торонтском университете, в 1999 году — в Музыкальной школе имени Гленна Гульда. С 2001 года — профессор Орфордского музыкального семинара (Квебек). Преподавал также в Оттавском университете и, как приглашённый профессор, в Королевской академии музыки (Лондон). С 1995 по 2002 год входил в преподавательский состав Национального молодёжного оркестра Канады. В 2010 и 2020 году опубликовал 1-й и 2-й тома учебника «Канадская школа контрабаса».

## Игровая техника
В игровой технике Куоррингтона выделяются два ключевых момента. В 1983 году музыкант начал учиться игре немецким смычком (более широким и длинным, чем распространённый французский), чтобы с Симфоническим оркестром Виннипега исполнить Концерт для контрабаса с оркестром Кусевицкого. В 1987 году, столкнувшись с техническими трудностями в исполнении Баха, решил их с помощью новаторской настройки инструмента. Басовую струну, обычно настраиваемую на ноте ми, Куоррингтон ослабил настольно, чтобы она звучала как до, а остальные три струны перенастроил по квинтам. Это не только позволило ему добиться нужного темпа исполнения, но и придало звучанию инструмента неожиданную звучность и чистоту. С этого момента Куоррингтон регулярно использовал контрабас, настроенный по квинтам, и многие коллеги последовали его примеру.

## Награды
- 1976 — 1-я премия конкурса CBC «Фестиваль талантов»
- 1978 — 2-я премия Международного конкурса исполнителей в Женеве
- 2010 — «Джуно» за лучший классический альбом года в исполнении солиста или камерного ансамбля (Garden Scene, Analekta, с Эндрю Бурашко)
- 2010 — премия Международного общества басистов за выдающееся сольное исполнение
- 2013 — Prix Opus за лучшую сольную классическую запись (Brothers in Brahms, Modica, с Давидом Жальбером)
- 2015 — премия Международного общества басистов за выдающееся оркестровое исполнение